# 75-мм румынская противотанковая пушка
75-мм румынская противотанковая пушка «Решица» М1943 (рум. 75 mm Reșița Model 1943) — румынская 75-мм противотанковая пушка периода Второй мировой войны.

## Создание

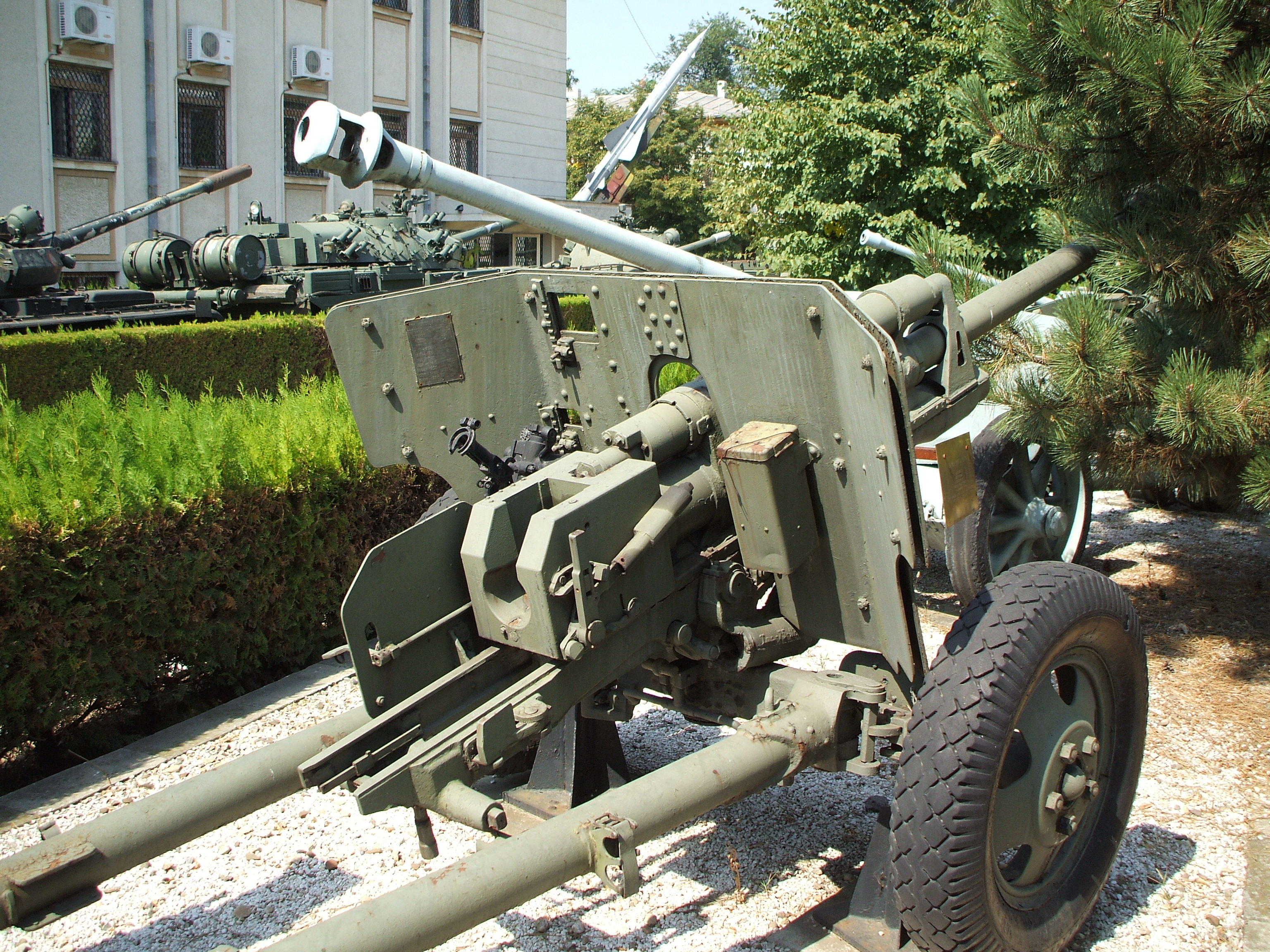
Вид на орудие сзади в Национальном военном музее, Бухарест

В середине 1942 года в Румынии начались работы по проектированию собственных пушек, способных бороться с танками, имеющими противоснарядное бронирование. В королевской армии в этот момент была только одна такая пушка − 75-мм зенитная пушка «Виккерса», выпускаемая в Румынии по лицензии. Она активно использовалась в боях под Сталинградом в 1942 году, а когда Румыния перешла на сторону Антигитлеровской коалиции, использовалась против бывших союзников.
Но 75-мм пушка образца 1936 года была слишком тяжела (2500 кг) и достаточно трудоемка в производстве для румынской промышленности. К тому же зенитную пушку ещё можно было использовать в качестве противотанковой, но она была нужна по прямому назначению. А армейское руководство хотело достаточно лёгкую пушку, в равной степени способную стрелять как противотанковыми, так и фугасными боеприпасами. И в Красной Армии, и в германских войсках подобные артсистемы были.
76,2-мм советская пушка ЗиС-З была легка (1120 кг) и проста в производстве (610 деталей), но начальная скорость снаряда (680 м/с), а следовательно и бронепробиваемость составляла желать лучшего. Германская Рак 40 была тяжелее (1430 кг), но обладала гораздо лучшими баллистическими характеристиками (792 м/с). Немецкая пушка состояла из 1200 деталей и была сложна в производстве.
Известному румынскому конструктору полковнику Валериану Нестореску пришла идея совместить технологичность лафета ЗиС-З и высокие баллистические характеристики М1936. Тем самым достаточно быстро реализовывались требования военных о создании единой полевой пушки для румынской армии, да и время на разработку значительно сокращалось.

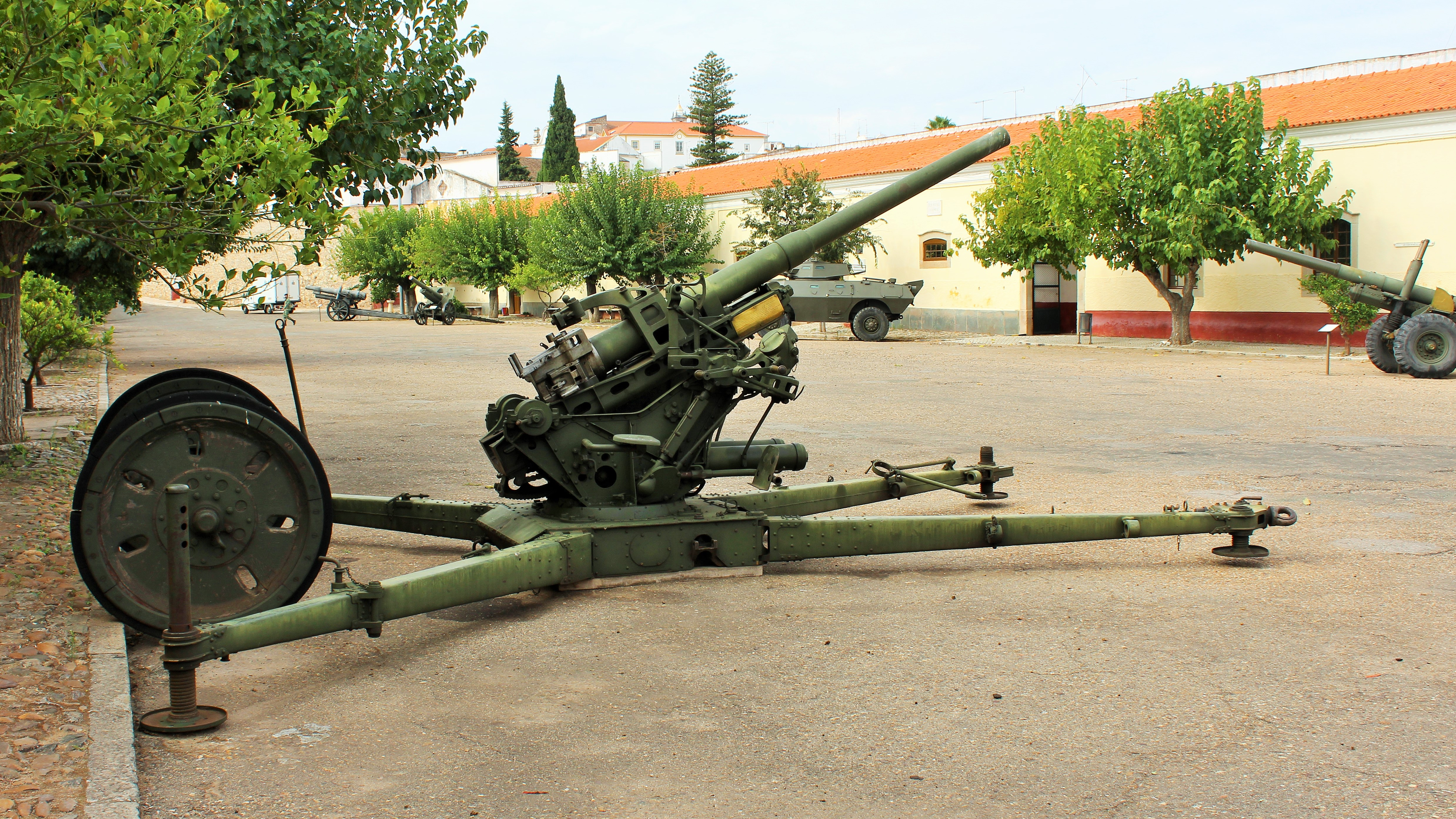
Vickers Model 1931

После испытаний 76,2-мм советских пушек (Ф-22 и ЗиС-З), немецкой Pak 40 и румынской 75-мм пушек «Виккерс/Решица» М1936 (лицензионная версия британской Vickers Model 1931) решили, что образец новой пушки будет состоять из деталей всех перечисленных орудий.
Было собрано несколько прототипов. Предсерийным стал третий образец. На лафет советской пушки наложили ствол от румынского орудия М1936, дульный тормоз заимствовали у германской Рак 40. Щитовое прикрытие расчёта было оригинальным, конструктивно аналогичным Рак 40.

## Конструкция

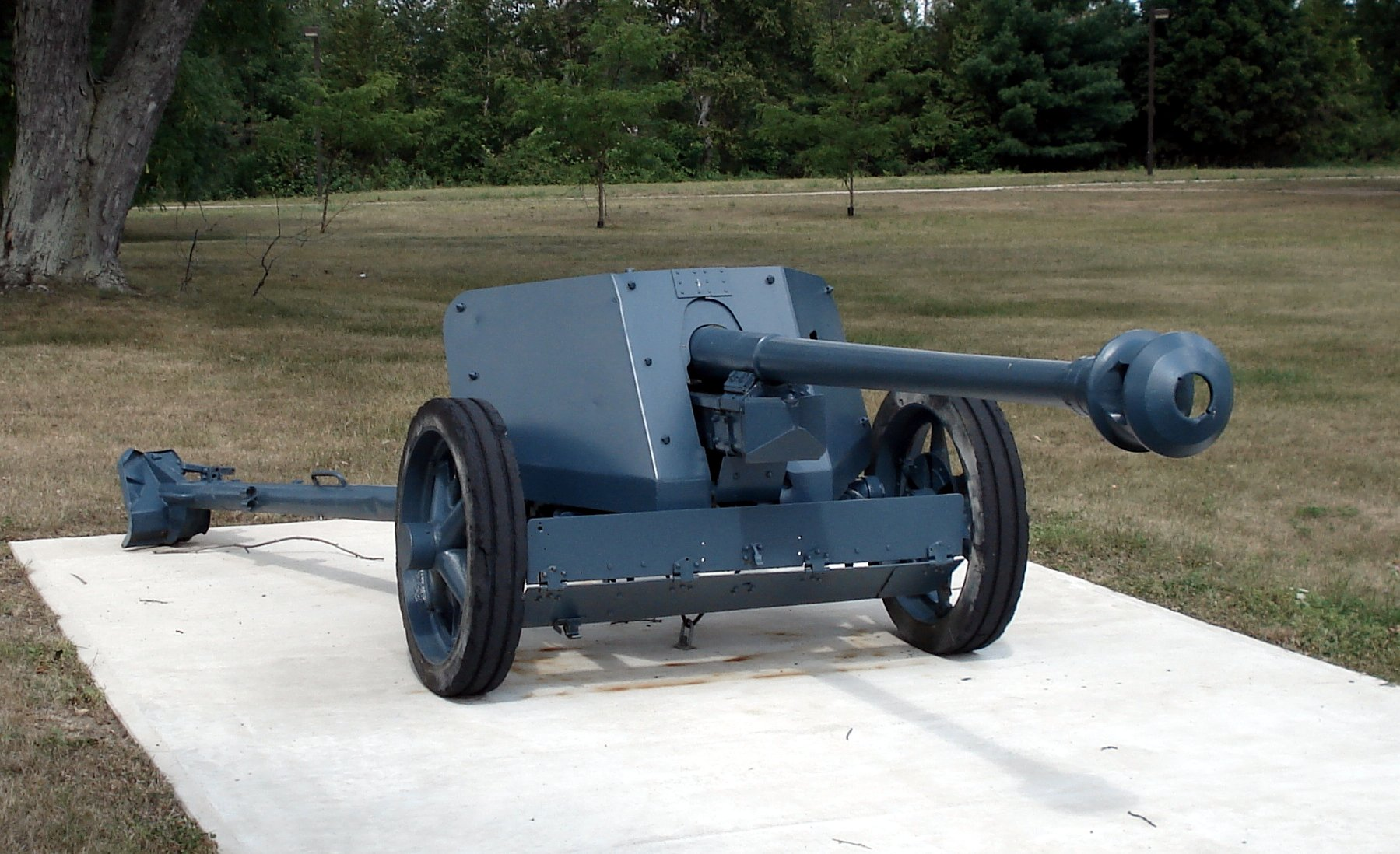
Pak40

Пушка сочетала в себе противооткатные, ударно-спусковые механизмы и лафет ЗиС-3, ствол, нарезы и патронник зенитной установки Vickers/Reşiţa Model 1936 и дульный тормоз от Pak 40.

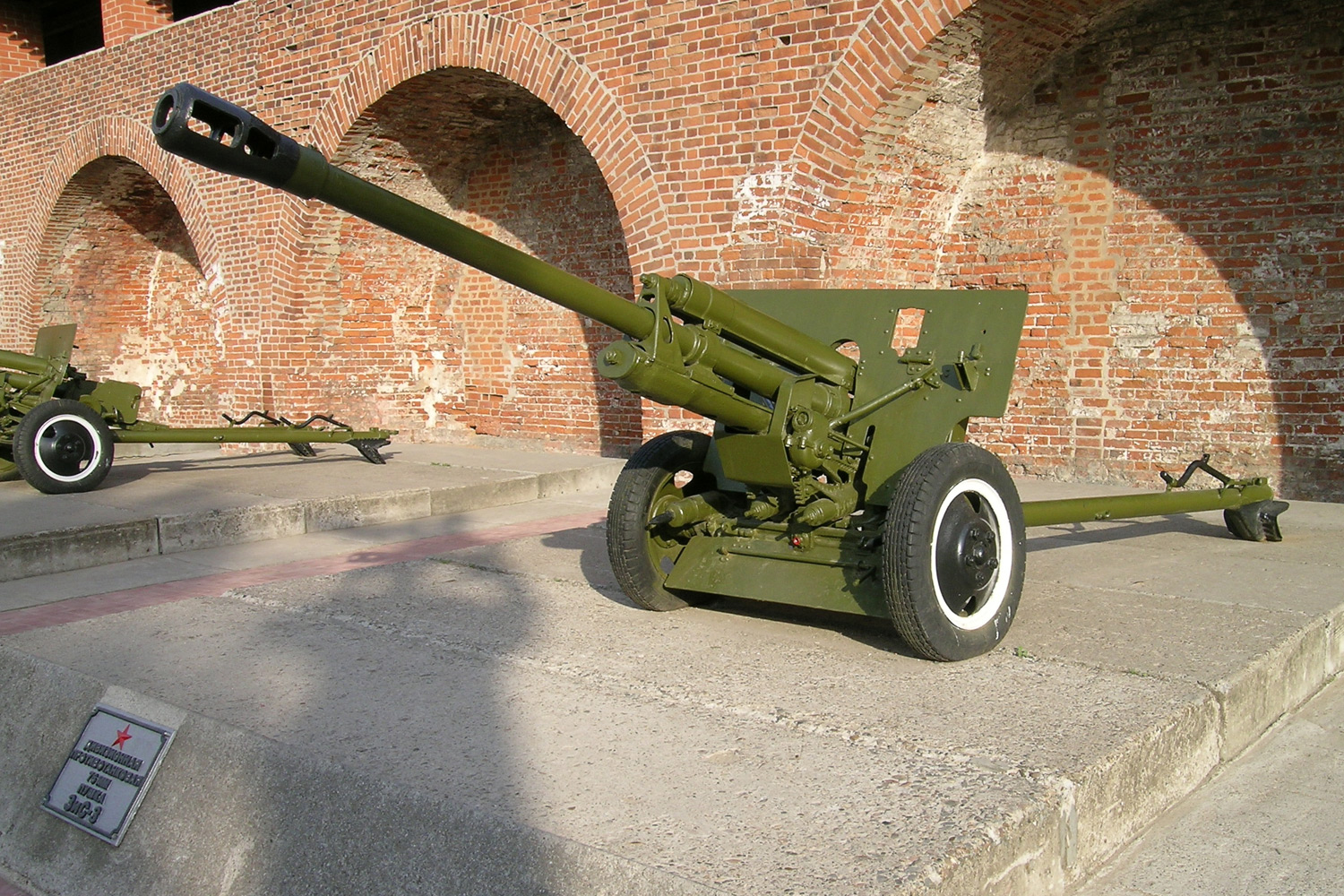
ЗиС-3

75-мм Reșița Model 1943 стреляла подкалиберным снарядом «Костинеску», который представлял собой комбинацию немецкого снаряда PzGr 40 (Panzergranate 40) и британской гильзы «Виккерс» 75 × 495 mm R, со скоростью 1030 метров в секунду (3400 футов/с) по сравнению с 990 м/с немецкого орудия. Однако эта высокая начальная скорость была достигнута за счёт более короткого срока жизни ствола: 500 выстрелов, по сравнению с 3000 выстрелами у Pak 40.

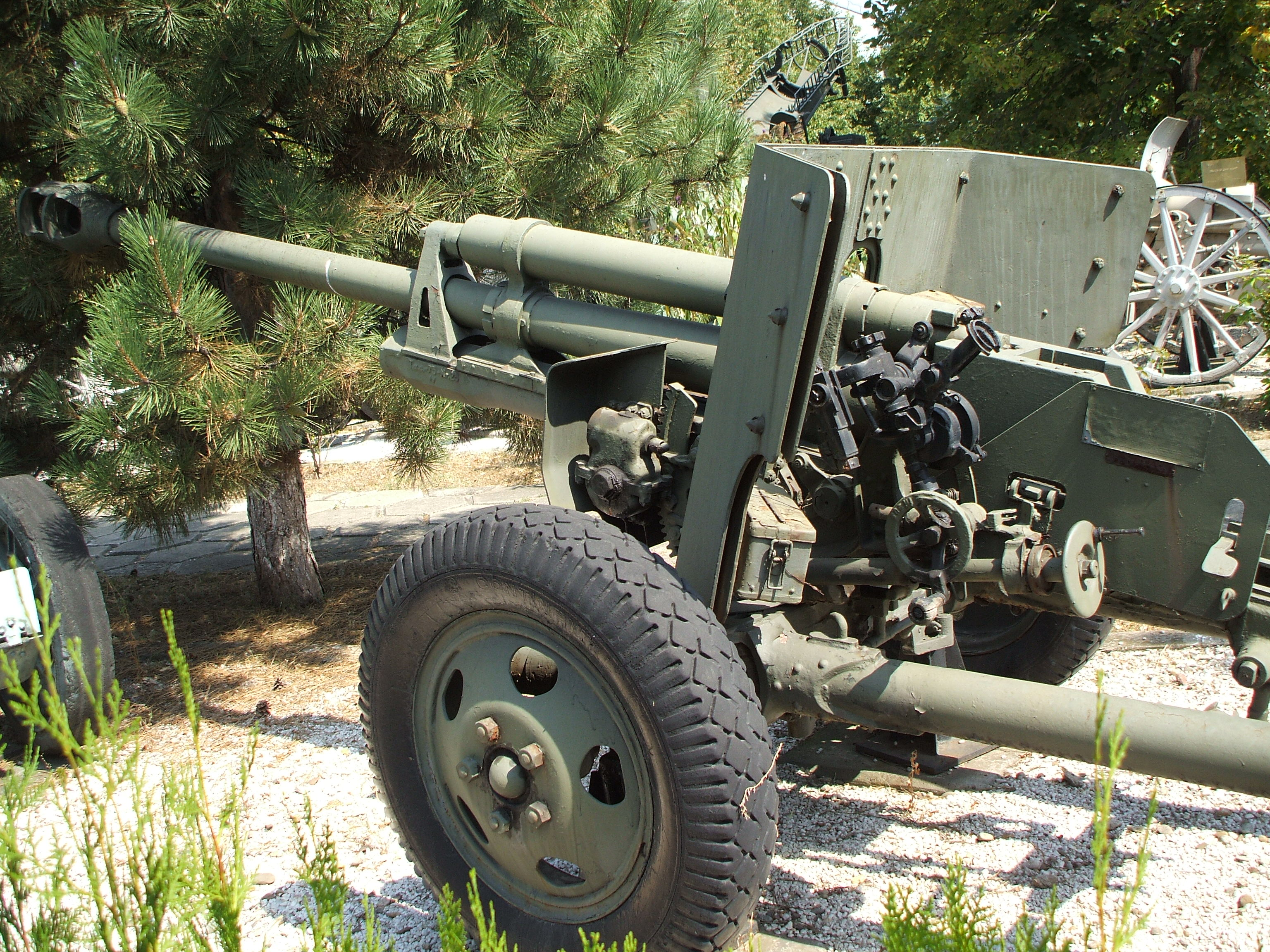
75-мм Reșița Model 1943 вид слева

75-мм Reșița Model 1943 имела максимальный угол возвышения 35°, что позволяло использовать её также в качестве полевого орудия. Это было почти столько же, сколько 37 ° советской ЗиС-3 — полевой пушки, и значительно больше, чем 22 градуса немецкой противотанковой пушки Pak-40. Ствол румынской пушки также мог наклонять немного больше (-7 ° по сравнению с −5 ° двух других орудий). Это сделало румынское орудие, возможно, самым универсальным в своем классе во время Второй мировой войны, превзойдя его западные, немецкие и советские аналоги.

## Аналоги
- 85-мм дивизионная пушка Д-44
- QF 25 pounder